# Menkokia minorisimilis
Menkokia minorisimilis är en stekelart som först beskrevs av Heinrich 1934.  Menkokia minorisimilis ingår i släktet Menkokia och familjen brokparasitsteklar. Inga underarter finns listade i Catalogue of Life.